# Římskokatolická farnost Rychtářov
Římskokatolická farnost Rychtářov je územní společenství římských katolíků s farním kostelem Nanebevzetí Panny Marie v děkanátu Vyškov.

## Historie farnosti
Obec je poprvé písemně zmiňována roku 1381. Farní kostel Nanebevzetí Panny Marie postaven v roce 1783 na místě původního kamenného kostelíku.

## Duchovní správci
Administrátorem excurrendo byl od července 2010 ThLic. ICLic. František Cinciala. Jeho nástupcem se v červenci 2015 stal R. D. Mgr. Michal Pořízek.

## Bohoslužby
| Kostel                  | Místo     | Bohoslužba (den) | Hodina                      | Poznámka     |
| ----------------------- | --------- | ---------------- | --------------------------- | ------------ |
| Nanebevzetí Panny Marie | Rychtářov | neděle čtvrtek   | 9.15 17.00 (kromě prázdnin) | farní kostel |

## Aktivity ve farnosti
Farnost se pravidelně zapojuje do akce Tříkrálová sbírka. V roce 2018 se při ní v Rychtářově vybralo 14 497 korun.